# Западен Кювет
Западен Кювет (на френски: Cuvette-Ouest) е една от десетте области на Република Конго. Разположена е в централната част на страната и граничи с Габон. Столицата на областта е село Ево. Площта ѝ е 32 000 км², а населението е 72 999 души, по преброяване от 2007 г. Кювет Уест е разделена на 3 общини.
В миналото областта беше място на няколко нашествия на смъртоносния вирус Ебола.

## Градове
- Етумби